# Final de la Liga de Campeones de la UEFA 2018-19
La final de la Liga de Campeones de la UEFA 2018-19 se disputó el sábado 1 de junio de 2019 en el Estadio Metropolitano de Madrid, España, en donde el ganador fue Liverpool F.C.

## Ceremonia de Apertura
Los encargados de abrir la ceremonia de apertura para esta ocasión fueron el grupo norteamericano Imagine Dragons

## Finalistas
En negrita, las finales ganadas.
| Equipos           | Finales jugadas anteriormente                                            |
| ----------------- | ------------------------------------------------------------------------ |
| Tottenham Hotspur | Ninguna                                                                  |
| Liverpool         | 1976-77, 1977-78, 1980-81, 1983-84, 1984-85, 2004-05, 2006-07 y 2017-18. |

## Sede
El 3 de febrero de 2017, la UEFA anunció que las asociaciones de Azerbaiyán y España habían expresado su interés en albergar la final de la Liga de Campeones. El 7 de junio de 2017, la UEFA confirmó que presentaron ofertas para la final de la Liga de Campeones de la UEFA de 2019, con Azerbaiyán proponiendo el Estadio Olímpico de Bakú con 68.700 asientos y España proponiendo el entonces inacabado Estadio Metropolitano, que tendría capacidad para 67.000 espectadores.
El Metropolitano de Madrid fue seleccionado como sede por el Comité Ejecutivo de la UEFA el 20 de septiembre de 2017, mientras que el Estadio Olímpico de Bakú tuvo éxito en su oferta para albergar la final de la Liga Europa de la UEFA de 2019.
| España                       |                       |                       |                       |
| Ciudad                       | Estadio               |                       |                       |
| Madrid                       | Estadio Metropolitano | Estadio Metropolitano | Estadio Metropolitano |
|                              |                       |                       |                       |
| 68 000 espectadores          |                       |                       |                       |
| Final Liga de Campeones 2019 |                       |                       |                       |

## Partidos de clasificación para la Final
| GRUPO B           | Pts. | PJ | PG | PE | PP | GF | GC | Dif |
| ----------------- | ---- | -- | -- | -- | -- | -- | -- | --- |
| Barcelona         | 14   | 6  | 4  | 2  | 0  | 14 | 5  | 9   |
| Tottenham Hotspur | 8    | 6  | 2  | 2  | 2  | 9  | 10 | -1  |
| Inter de Milán    | 8    | 6  | 2  | 2  | 2  | 6  | 7  | -1  |
| PSV Eindhoven     | 2    | 6  | 0  | 2  | 4  | 6  | 13 | -7  |

| GRUPO C             | Pts. | PJ | PG | PE | PP | GF | GC | Dif |
| ------------------- | ---- | -- | -- | -- | -- | -- | -- | --- |
| París Saint-Germain | 11   | 6  | 3  | 2  | 1  | 17 | 9  | 8   |
| Liverpool           | 9    | 6  | 3  | 0  | 3  | 9  | 7  | 2   |
| Napoli              | 9    | 6  | 2  | 3  | 1  | 7  | 5  | 2   |
| Estrella Roja       | 4    | 6  | 1  | 1  | 4  | 5  | 17 | -12 |

## Partido

### Ficha
| 1     | POR   | Hugo Lloris         |     |
| 2     | DEF   | Kieran Trippier     |     |
| 4     | DEF   | Toby Alderweireld   |     |
| 5     | DEF   | Jan Vertonghen      |     |
| 3     | DEF   | Danny Rose          |     |
| 17    | MED   | Moussa Sissoko      | 74' |
| 8     | MED   | Harry Winks         | 66' |
| 20    | MED   | Dele Alli           | 81' |
| 23    | MED   | Christian Eriksen   |     |
| 7     | MED   | Son Heung-Min       |     |
| 10    | DEL   | Harry Kane          |     |
| D. T. | D. T. | Mauricio Pochettino |     |

| 13    | POR   | Alisson Becker         |     |
| 66    | DEF   | Trent Alexander-Arnold |     |
| 32    | DEF   | Joël Matip             |     |
| 4     | DEF   | Virgil van Dijk        |     |
| 26    | DEF   | Andrew Robertson       |     |
| 14    | MED   | Jordan Henderson       |     |
| 3     | MED   | Fabinho                |     |
| 5     | MED   | Georginio Wijnaldum    | 62' |
| 11    | DEL   | Mohamed Salah          |     |
| 9     | DEL   | Roberto Firmino        | 58' |
| 10    | DEL   | Sadio Mané             | 90' |
| D. T. | D. T. | Jürgen Klopp           |     |

| 27 | MED | Lucas Moura       | 66' |
| 15 | MED | Eric Dier         | 74' |
| 18 | DEL | Fernando Llorente | 81' |

| 27 | DEL | Divock Origi | 58' |
| 7  | MED | James Milner | 62' |
| 12 | DEF | Joe Gomez    | 90' |

| 2' · 87' | Mohamed Salah Divock Origi | 0:1 0:2 |

| Principal  | Damir Skomina   |
| Asistentes | Jure Praprotnik |
|            | Robert Vukan    |
| Cuarto     | Mateu Lahoz     |
| Quinto     | Mark Borsch     |

| VAR            | Danny Makkelie |
| Asistentes VAR | Pol van Boekel |
|                | Felix Zwayer   |

|                    |     |     |
| Tiros              | 16  | 14  |
| Tiros a puerta     | 8   | 3   |
| Faltas             | 5   | 6   |
| Saques de esquina  | 8   | 9   |
| Fueras de juego    | 3   | 2   |
| Posesión del balón | 65% | 35% |

| Alineación inicial |

| 1     | POR   | Hugo Lloris         |     |
| 2     | DEF   | Kieran Trippier     |     |
| 4     | DEF   | Toby Alderweireld   |     |
| 5     | DEF   | Jan Vertonghen      |     |
| 3     | DEF   | Danny Rose          |     |
| 17    | MED   | Moussa Sissoko      | 74' |
| 8     | MED   | Harry Winks         | 66' |
| 20    | MED   | Dele Alli           | 81' |
| 23    | MED   | Christian Eriksen   |     |
| 7     | MED   | Son Heung-Min       |     |
| 10    | DEL   | Harry Kane          |     |
| D. T. | D. T. | Mauricio Pochettino |     |

| 13    | POR   | Alisson Becker         |     |
| 66    | DEF   | Trent Alexander-Arnold |     |
| 32    | DEF   | Joël Matip             |     |
| 4     | DEF   | Virgil van Dijk        |     |
| 26    | DEF   | Andrew Robertson       |     |
| 14    | MED   | Jordan Henderson       |     |
| 3     | MED   | Fabinho                |     |
| 5     | MED   | Georginio Wijnaldum    | 62' |
| 11    | DEL   | Mohamed Salah          |     |
| 9     | DEL   | Roberto Firmino        | 58' |
| 10    | DEL   | Sadio Mané             | 90' |
| D. T. | D. T. | Jürgen Klopp           |     |

| 27 | MED | Lucas Moura       | 66' |
| 15 | MED | Eric Dier         | 74' |
| 18 | DEL | Fernando Llorente | 81' |

| 27 | DEL | Divock Origi | 58' |
| 7  | MED | James Milner | 62' |
| 12 | DEF | Joe Gomez    | 90' |

| 2' · 87' | Mohamed Salah Divock Origi | 0:1 0:2 |

| Principal  | Damir Skomina   |
| Asistentes | Jure Praprotnik |
|            | Robert Vukan    |
| Cuarto     | Mateu Lahoz     |
| Quinto     | Mark Borsch     |

| VAR            | Danny Makkelie |
| Asistentes VAR | Pol van Boekel |
|                | Felix Zwayer   |

|                    |     |     |
| Tiros              | 16  | 14  |
| Tiros a puerta     | 8   | 3   |
| Faltas             | 5   | 6   |
| Saques de esquina  | 8   | 9   |
| Fueras de juego    | 3   | 2   |
| Posesión del balón | 65% | 35% |

| Alineación inicial |

| 1     | POR   | Hugo Lloris         |     |
| 2     | DEF   | Kieran Trippier     |     |
| 4     | DEF   | Toby Alderweireld   |     |
| 5     | DEF   | Jan Vertonghen      |     |
| 3     | DEF   | Danny Rose          |     |
| 17    | MED   | Moussa Sissoko      | 74' |
| 8     | MED   | Harry Winks         | 66' |
| 20    | MED   | Dele Alli           | 81' |
| 23    | MED   | Christian Eriksen   |     |
| 7     | MED   | Son Heung-Min       |     |
| 10    | DEL   | Harry Kane          |     |
| D. T. | D. T. | Mauricio Pochettino |     |

| 13    | POR   | Alisson Becker         |     |
| 66    | DEF   | Trent Alexander-Arnold |     |
| 32    | DEF   | Joël Matip             |     |
| 4     | DEF   | Virgil van Dijk        |     |
| 26    | DEF   | Andrew Robertson       |     |
| 14    | MED   | Jordan Henderson       |     |
| 3     | MED   | Fabinho                |     |
| 5     | MED   | Georginio Wijnaldum    | 62' |
| 11    | DEL   | Mohamed Salah          |     |
| 9     | DEL   | Roberto Firmino        | 58' |
| 10    | DEL   | Sadio Mané             | 90' |
| D. T. | D. T. | Jürgen Klopp           |     |

| 27 | MED | Lucas Moura       | 66' |
| 15 | MED | Eric Dier         | 74' |
| 18 | DEL | Fernando Llorente | 81' |

| 27 | DEL | Divock Origi | 58' |
| 7  | MED | James Milner | 62' |
| 12 | DEF | Joe Gomez    | 90' |

| 2' · 87' | Mohamed Salah Divock Origi | 0:1 0:2 |

| Principal  | Damir Skomina   |
| Asistentes | Jure Praprotnik |
|            | Robert Vukan    |
| Cuarto     | Mateu Lahoz     |
| Quinto     | Mark Borsch     |

| VAR            | Danny Makkelie |
| Asistentes VAR | Pol van Boekel |
|                | Felix Zwayer   |

|                    |     |     |
| Tiros              | 16  | 14  |
| Tiros a puerta     | 8   | 3   |
| Faltas             | 5   | 6   |
| Saques de esquina  | 8   | 9   |
| Fueras de juego    | 3   | 2   |
| Posesión del balón | 65% | 35% |

| Alineación inicial |

| 1     | POR   | Hugo Lloris         |     |
| 2     | DEF   | Kieran Trippier     |     |
| 4     | DEF   | Toby Alderweireld   |     |
| 5     | DEF   | Jan Vertonghen      |     |
| 3     | DEF   | Danny Rose          |     |
| 17    | MED   | Moussa Sissoko      | 74' |
| 8     | MED   | Harry Winks         | 66' |
| 20    | MED   | Dele Alli           | 81' |
| 23    | MED   | Christian Eriksen   |     |
| 7     | MED   | Son Heung-Min       |     |
| 10    | DEL   | Harry Kane          |     |
| D. T. | D. T. | Mauricio Pochettino |     |

| 13    | POR   | Alisson Becker         |     |
| 66    | DEF   | Trent Alexander-Arnold |     |
| 32    | DEF   | Joël Matip             |     |
| 4     | DEF   | Virgil van Dijk        |     |
| 26    | DEF   | Andrew Robertson       |     |
| 14    | MED   | Jordan Henderson       |     |
| 3     | MED   | Fabinho                |     |
| 5     | MED   | Georginio Wijnaldum    | 62' |
| 11    | DEL   | Mohamed Salah          |     |
| 9     | DEL   | Roberto Firmino        | 58' |
| 10    | DEL   | Sadio Mané             | 90' |
| D. T. | D. T. | Jürgen Klopp           |     |

| 27 | MED | Lucas Moura       | 66' |
| 15 | MED | Eric Dier         | 74' |
| 18 | DEL | Fernando Llorente | 81' |

| 27 | DEL | Divock Origi | 58' |
| 7  | MED | James Milner | 62' |
| 12 | DEF | Joe Gomez    | 90' |

| 2' · 87' | Mohamed Salah Divock Origi | 0:1 0:2 |

| Principal  | Damir Skomina   |
| Asistentes | Jure Praprotnik |
|            | Robert Vukan    |
| Cuarto     | Mateu Lahoz     |
| Quinto     | Mark Borsch     |

| VAR            | Danny Makkelie |
| Asistentes VAR | Pol van Boekel |
|                | Felix Zwayer   |

|                    |     |     |
| Tiros              | 16  | 14  |
| Tiros a puerta     | 8   | 3   |
| Faltas             | 5   | 6   |
| Saques de esquina  | 8   | 9   |
| Fueras de juego    | 3   | 2   |
| Posesión del balón | 65% | 35% |

| Alineación inicial |

|                   |
| Inglaterra        |
| Campeón Liverpool |
| 6.º título        |